# 逐弄蝶屬
逐弄蝶屬（學名：Rachelia）是弄蝶科弄蝶亞科中的一個屬。物種分佈於澳大利亞、新幾內亞和阿魯群島。

## 物種
- 逐弄蝶 Rachelia extrusus C. & R. Felder, 1867
- Rachelia icosia Fruhstorfer, 1911